# 安奭奐
安奭奐（1959年11月1日—），韓國男演員。

## 演出作品

### 電視劇

#### 2000年代
- 2003年：MBC《烈愛無間道》飾演 九尚鎮
- 2003年：SBS《命運的搏擊》飾演 奉基峰
- 2004年：KBS《北京，我的愛》飾演 徐一道
- 2005年：KBS《豪傑春香》飾演 夢龍父
- 2005年：MBC《還生-NEXT》飾演 精神科長／崔進士／蒙古軍師／健次／秦將軍
- 2005年：KBS《風花》
- 2005年：SBS《重返單身》
- 2005年：KBS《奇男怪女》飾演 李秉斗
- 2005年：SBS《我的女孩》飾演 張一道
- 2006年：KBS《特殊罪案專門調查小組》飾演 崔俊
- 2006年：KBS《來不及的愛》飾演 霹靂小組組長
- 2006年：KBS《順玉》
- 2007年：SBS《魔女遊戲》飾演 蔡炳瑞
- 2007年：SBS《京城緋聞》
- 2007年：SBS《說客》（客串）
- 2008年：KBS《快刀洪吉童》 飾演 徐允燮
- 2008年：MBC《之前&之後整形外科》
- 2008年：MBC《聚光燈》飾演 安中石
- 2008年：MBC《可可島的秘密》飾演 社長
- 2008年：KBS《傳說的故鄉》
- 2008年：SBS《風之畫師》飾演 申漢秤
- 2008年：MBC《愛的謊言》飾演 徐浩九
- 2009年：KBS《流星花園》飾演 金日鋒
- 2009年：KBS《慶淑，慶淑的爸爸》飾演 崔社長
- 2009年：SBS《自鳴鼓》（客串）
- 2009年：MBC《男版灰姑娘》飾演 管家
- 2009年：KBS《2009傳說的故鄉》飾演 金秋瑞
- 2009年：KBS《夥伴們》飾演 鄭在浩的養父（客串）

#### 2010年代
- 2010年：KBS《推奴》飾演 朴畫師
- 2010年：KBS《逃亡者Plan.B》
- 2010年：MBC《個人取向》飾演 韓允燮
- 2010年：SBS《大物》飾演 孫本植
- 2011年：KBS《MSS特別搜查隊》
- 2011年：SBS《天堂牧場》飾演 韓泰萬
- 2011年：SBS《武士白東修》飾演 徐侑大
- 2011年：SBS《樹大根深》飾演 李信積
- 2012年：SBS《拜託了，機長》飾演 東燦
- 2012年：SBS《蠑螈道士和影子操作團》（客串）
- 2012年：SBS《屋塔房王世子》飾演 龍東萬
- 2012年：SBS《美味人生》飾演 趙平九
- 2012年：KBS《新娘面具》飾演 李世勇
- 2012年：KBS《Big》飾演 吉民奎
- 2012年：KBS《Family》飾演 烈奭煥
- 2012年：SBS《因為是你才喜歡》飾演 傑克·布萊克
- 2012年：SBS《家族照片》
- 2013年：JTBC《荊棘花》飾演 白斗鎮
- 2013年：OCN《The Virus》飾演 金道進
- 2013年：SBS《醜八怪警報》飾演 慶泰父（客串）
- 2013年：MBC《醜聞：極具衝擊性與不道德的事件》飾演 趙治國
- 2013年：MBC《帝王之女守百香》飾演 苩加
- 2013年：MBC《握住我的手》飾演 吳鎮太
- 2013年：MBC《火之女神井兒》飾演 豐臣秀吉
- 2013年：tvN《籃球》飾演 閔泰信
- 2014年：KBS《朝鮮槍手》飾演 金丙濟
- 2014年：KBS《王的面孔》飾演 李山海
- 2014年：KBS《戀愛的發現》飾演 裴民秀
- 2015年：MBC《輝煌或瘋狂》飾演 金鐘植
- 2015年：SBS《人生追擊者李載求》飾演 王吉山
- 2015年：JTBC《為純情著迷》飾演 馬太錫
- 2015年：KBS《星星閃爍》（特別演出）
- 2015年：SBS《六龍飛天》飾演 六山先生
- 2016年：OCN《鄰家英雄》飾演 朴善浩
- 2016年：SBS《回來吧大叔》飾演 車會長
- 2016年：SBS《戲子》飾演 金成男
- 2017年：MBC《逆賊：偷百姓的盜賊》飾演 盧思慎（朝鲜语：노사신）
- 2017年：tvN《名不虛傳》飾演 兵曹判書、新惠醫院院長
- 2018年：MBC《檢法男女》飾演 盧韓信
- 2018年：tvN《百日的郎君》飾演 朴大人
- 2018年：JTBC《先熱情地打掃吧》飾演 車錫煥
- 2019年：MBC《檢法男女2》飾演 盧韓信

#### 2020年代
- 2020年：JTBC《我們，愛過嗎》飾演 村長
- 2020年：MBC《老頑固實習生》飾演 千錫鎬會長
- 2020年：OCN《驅魔麵館》飾演 崔將岉
- 2021年：KBS《國家代表妻子》飾演 方斐秀
- 2021年：TV朝鮮《Uncle》飾演 張益
- 2023年：tvN《驅魔麵館2：全面回擊》飾演 崔將岉
- 2025年：Disney+《揭密最前線》飾演 車星煜父親

### 電影
- 1994年：《The Tae Baek Mountains》
- 1996年：《The Real Man》
- 1997年：《No. 3》
- 1998年：《失樂園》
- 1999年：《殘骸線索》
- 2001年：《Humanist》
- 2001年：《我老婆是老大》
- 2002年：《Public Enemy》
- 2003年：《The Road Taken》
- 2004年：《鬼變臉》
- 2006年：《為人師表》
- 2007年：《我的父親》
- 2011年：《愛情真可怕》
- 2012年：《後宮：帝王之妾》
- 2012年：《26年》
- 2015年：《射向太陽》
- 2025年：《银杏子》饰演 金荣柱[2]
- 待定：《错配》

## 外部連結
- 安奭奐在NAVER上的资料
- 安奭奐在韩国电影数据库（KMDb）上的資料（韓語）
- 安奭奐在互联网电影资料库（IMDb）上的資料（英文）